# Zodion
Zodion là một chi ruồi trong họ Conopidae.

## Các loài
- Zodion abitus Adams, 1903
- Zodion americanum Wiedemann, 1830
- Zodion anale Kröber, 1915
- Zodion auricaudatum Williston, 1892
- Zodion caesium Becker, 1908
- Zodion californicum Camras, 1954
- Zodion carceli Robineau-Desvoidy, 1830
- Zodion cinereiventre Van Duzee, 1927
- Zodion cinereum (Fabricius, 1794)
- Zodion cyanescens Camras, 1943
- Zodion erythrurum Róndani, 1865
- Zodion fulvifrons Say, 1823
- Zodion intermedium Banks, 1916
- Zodion nigrifrons Kröber, 1915
- Zodion notatum (Meigen, 1804)
- Zodion obliquefasciatum (Macquart, 1846)
- Zodion perlongum Coquillett, 1902
- Zodion pictulum Williston, 1885
- Zodion rossi Camras, 1957
- Zodion triste Bigot, 1887
- Zodion zebrinum Bigot, 1887

Danh sách này không đầy đủ, bạn cũng có thể giúp mở rộng danh sách.

## Hình ảnh

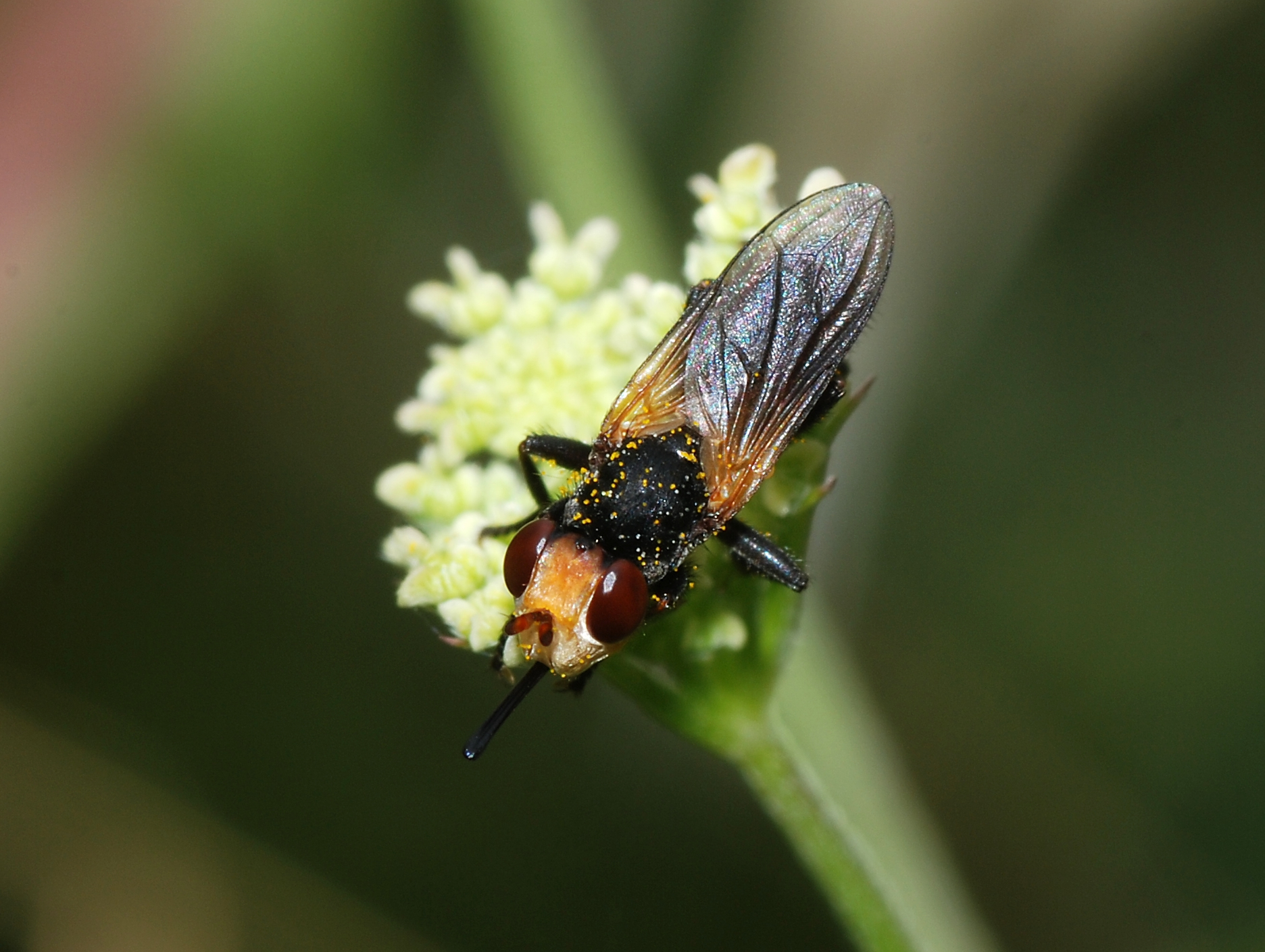